# Utenos alus
Utenos alus (рус. Уте́нос а́лус)— литовский пивоваренный завод, расположен в городе Утена. Входит в состав группы Švyturys-utenos alus, которая в свою очередь входит в Carlsberg Group.

## История
- 1970 — принято решение о строительстве пивоваренного завода в Утене. Строительством предприятия, а впоследствии и самим пивоваренным заводом руководил Гядиминас Яцкявичюс.
- 1977 — на пивоваренном заводе Utenos alus разлита первая партия пива Žigulinis[1].
- 1980 — пивоваренный завод Utenos alus поставляет прохладительные напитки для Московской олимпиады.
- 1985 — название завода изменено на Utenos nealkoholinių gėrimų kombinatas[2].
- 1992 — пивоваренный завод реорганизован в государственное акционерное предприятие Utenos gėrimai, затем — в акционерное общество, начата его модернизация[1].
- 1997 — 50 процентов акций пивоваренного завода приобретено предприятием из шведско-норвежско-финской компанией Baltic Beverages Holding (BBH) и эстонским предприятием Hansa Investments[1].
- 2000 — в Утене начато производство питьевой воды Vichy Classique, сидра Kiss, также было обновлено и пиво Utenos alus[1]
- 2001 — предприятия Utenos alus и Švyturys объединены в одну компанию Švyturys-Utenos alus. Адрес её регистрации — Утена, ул. Прамонес, 12.[1].
- 2004 — компанией Utenos alus проведена общественная акция Laisvė Joninėms («Свободу Иванову дню»), в результате чего 24 июня было провозглашено выходным днем в Литве[3].
- 2008 — пивоваренный завод Utenos alus стал частью одной из крупнейших в мире пивоваренных групп Carlsberg Group[1].

## Статистика
В 2012 году пивоваренным заводом Utenos alus было сварено 102 млн литров пива и 31 млн литров других напитков. Сваренное в Утене пиво экспортируется более чем в 20 стран мира, оно не раз было удостоено дипломов и медалей.
Внедренная на пивоваренном заводе система управления качеством и защитой окружающей среды претворяется в жизнь на основании двух стандартов: стандарта качества ISO 9001 и стандарта защиты окружающей среды ISO 14000. Пивоваренный завод Utenos alus учрежден в одном из самых чистых регионов Литвы — рядом с Аукштайтийским национальным парком. Вода для пива добывается из собственной скважины пивоваренного завода Utenos alus глубиной 207 метров. Пивоваренный завод очень заботится о чистоте и благоустройстве этого края, претворяет в жизнь экологическую программу «Край озёр».

## Товарные знаки
«Utenos Utenos», «Utenos Auksinis Special», «Utenos Auksinis», «Utenos Pilsener», «Utenos Dark», «Utenos Porteris», «Utenos Kvietinis», «Utenos Classic», «Utenos Radler Cola», «Utenos Radler Lemon», «Utenos Radler Orange», «D-Light», «Kiss», «Somersby», «Vichy Classique», «Vichy Fresh», «Vichy Juicy», «Vichy Classique Vivasport».

## Продукция
- Utenos Utenos (Pale Lager, 5,0%);
- Utenos Auksinis (Premium Lager, 5,0%);
- Utenos Auksinis Special (Premium Lager, 5,2%);
- Utenos Pilsener (Pilsner, 4,6%);
- Utenos Dark (Dunkel, 4,2%);
- Utenos Porteris (BalticPorter, 6,8%);
- Utenos Radler Lemon (пивной коктейль, 2%);
- D-Light (пивные коктейли);
- Kiss, Somersby (сидр);
- Vichy Classique (питьевая вода);
- Vichy Classique Vivafresh (прохладительные напитки);
- Vichy Classique Vivasport (прохладительные напитки).[6]